# اتاویت
اتاویت  (به انگلیسی: Otavite) با فرمول شیمیایی CdCO3 از مجموعه کانی هاست و از اسم محل اکتشاف آن نزدیک Otavi در نامبیا گرفته شده‌است. از نظر شکل بلور: رمبوئدر، رنگ: سفید - زرد مایل به قهوه‌ای تا قرمز، شفافیت: نیمه شفاف، جلا: الماسی - کدر، سیستم تبلور: رمبوئدریک و در رده‌بندی کربنات است و منشأ تشکیل آن ثانوی است.
همایند کانی‌شناسی (پارانژ) آن - سروزیت- آزوریت- مالاکیت- اسمیت زونیت است
، از نظر ژیزمان بلور کمیاب است و بیشتر در ویتنام و آمریکا یافت می‌شود.